# 利益誘導
利益誘導（りえきゆうどう）とは、多数派の利益よりも親族や自身の選挙区民、関連団体など仲間や身内の少数派へ補助金や特権など利益をもたらそうとする行為である。政治家の場合は、支持基盤とする地域もしくは業界（利益集団）に政策的な便宜を図ることである。
NPOや一般社団法人など市民団体や民間団体もアドボカシーやロビイングという名で、自団体や仲間の利益のための誘導活動をするようになる危険性がある。日本では部落解放同盟など同和団体への同和対策補助金などとして、団体関係者へ利益誘導する同和利権問題が起きてきた。

## 利益誘導の事例
英語では政治家による「利益誘導」の場合はポーク・バレル (pork barrel)と言われ、これは選挙での支持確保を目的に、地元選挙区において経済的に非効率な事業を行うことを意味する。政治家が行う場合は公職選挙法（第221-223条）に規定される利益誘導罪は買収や供応など選挙活動での支援に対する直接的な支払い措置を禁ずるものであるのに対し、報道や政治経済分析で一般に用いられる利益誘導は、様々な政策手段を用い、法の抜け穴を利用して行われる政策措置のことである。主として公共事業や様々な規制措置を伴う。
似たような表現に補助金や助成金を受けられる側が第三者という形で法律内容を決める会議や支給先決定に参画する利益相反と呼ばれる非難される行為がある
日本では利益誘導は、都市部の有権者には通用しにくく、農村部の有権者には通用しやすい面を持つと想定されることが多いが、実際には公団住宅の斡旋や商店街に対する助成措置など都市型の利益誘導措置も存在する。むしろ海外では、利益誘導と言えば都市型の恩顧主義に基づく事業が想定される場合がある。
農村部では同一地に長期間居住する住民が多く、地理的利益誘導手段である公共事業によって得られる資産効果が大きい。具体的には空港、新幹線、高速道路などの誘致が多い。政治家との人間関係が強固なだけでなく、めぼしい産業がなく、主として公共事業により兼業農家の雇用対策を行うことが悪習慣となった。またインフラが未整備の地域が多く、公共事業に対する需要が根強かった側面もある。
大隅半島選出の二階堂進は、鹿屋体育大学を誘致する際に「田舎だから駄目とか言っているから過疎が問題になる。田舎だからこそ作るんだ」と発言している。
古くは岐阜羽島駅を誘致した大野伴睦、地元の埼玉県深谷駅に急行を停めた荒舩清十郎、新潟県に上越新幹線および関越自動車道を敷設した田中角栄が有名であるが、大野と田中については確証はえられていない（荒舩はこのことが問題となって更迭された際に当時の国鉄総裁が荒舩の要望で停めたと認めている）。
公共投資を地元選挙区に直接誘致するような利益誘導ではないが、金丸信は防衛庁長官であった1980年、防衛庁はしらね型1番艦の命名に先立ち、気象や山岳名を基準とする自衛隊の命名規則に照らしたうえで、当時最新鋭かつ最大級の艦であるヘリコプター搭載護衛艦（DDH）は「はるな」、「ひえい」と、旧海軍で戦艦に使用されていた「山岳名」から取るのがセオリーとなりつつあったことから、1番艦を「こんごう」、同じく2番艦「きりしま」とする予定であった。 しかし金丸が、自らの選挙区にある白峰三山北岳の俗称、白根山からとって、「しらね」とすることを強硬に推し、最終的に「しらね」と命名された。